# Tadeusz Pawłowski (filozof)
Tadeusz Pawłowski (ur. 1924, zm. 1996) – polski filozof, profesor nauk humanistycznych.

## Życiorys
Otrzymał tytuł profesora nauk humanistycznych. Pracował w Katedrze Estetyki, Instytucie Filozofii na Wydziale Filozoficzno-Historycznym Uniwersytecie Łódzkim.